# Januarino (cônsul em 328)
Flávio Januarino (em latim: Flavius Ianuarinus) foi um oficial romano do século IV, ativo durante o reinado do imperador Constantino (r. 306–337). Em 328, foi nomeado cônsul anterior com Vécio Justo. Talvez pode ser associado ao vigário homônimo.